# Бырлэдяну, Моника
Мо́ника Эле́на Бырлэдя́ну (рум. Monica Elena Bîrlădeanu; 12 декабря 1978, Яссы, Румыния) — румынская актриса

, фотомодель, телеведущая и сценаристка.

## Биография и карьера
Моника Элена Бырлэдяну родилась 12 декабря 1978 года в Яссы (Румыния). Она пошла учиться в местную среднюю школу, чтобы подготовиться к будущей карьере воспитателя в детском саду. Она изменила своё решение за год до выпуска и была переведена в другую среднюю школу, чтобы интенсивно обучаться для поступления в Ясский университет для изучения права. Ясский университет известен как очень конкурентоспособный; Моника прошла сложные тесты и успешно поступила в юридический колледж. Однако перед вступительными экзаменами ей пришлось столкнуться со смертью отца.
Она начала изучать юриспруденцию, но ей пришлось уйти из колледжа. Она работала неполный рабочий день официанткой и промоутером в различных компаниях. Пришло предложение позировать для каталога нижнего белья, и она согласилась. Это привело её в центр внимания на местном уровне. Во время своего первого университетского года она представляла свой колледж на конкурсе красоты «Мисс Трансильвания», и ей предложили контракт с лучшим модельным агентством в Бухаресте «M.R.A». В течение нескольких лет её можно было увидеть в телевизионной рекламе, но при этом она продолжала свою студенческую работу.
На третьем курсе колледжа её пригласили на прослушивание на новый телеканале «B1tv». Она начала свою телевизионную карьеру с ежедневного телешоу под названием «La Strada» в качестве соведущего. Это было шоу для подростков, и оно снова привлекло внимание к ней, на этот раз на национальном уровне. Вскоре после этого ей начало приходить всё больше и больше просьб делать обложки для журналов, интервью; она становилась всё более успешной. Через несколько месяцев у неё появилось собственное ежедневное получасовое телешоу.
В ноябре 2002 года журнал «Beau Monde» назвал её самой красивой румынской знаменитостью, а в декабре она была выбрана «Самой сексуальной телезвездой» самого влиятельного румынского телегида «TV Mania». Её шоу продолжалось, как и серия наград, которые она получила. В феврале 2003 года журнал «VIVA» назвал её «Самой красивой румынкой», а в июле журнал «FHM» назвал её «Самой сексуальной женщиной». В декабре она снова была награждена телеканалом как «Самая сексуальная телевизионная знаменитость».
В то же время она снималась в сериале «Феерия». 2004 год принёс ей участие в шоу «Виата в Директе».
В феврале 2004 года журнал «Viva» снова назвал её «Самой сексуальной знаменитостью», а в декабре 2004 года она снова была выбрана телеманией в качестве «Самой сексуальной телезвезды». В 2004 году она отправилась в Лос-Анджелес, чтобы взять уроки актёрского мастерства и улучшить свои навыки телеведущего. Её карьера приняла новый оборот: она начала сниматься в кино.
В 2004 году она получила роль в комедии для подростков «Приятели на всю жизнь», а к концу года получила роль в своём первом румынском фильме «Смерть господина Лазареску» (2005). Фильм получил более 30 наград, в том числе награду «Особый взгляд» на Каннском кинофестивале 2005 года, «Серябряный Хьюго» в Чикаго, и был номинирован на премию «Лучший иностранный фильм» на церемонии вручения премии «Independent Spirit».
В 2005 году она получила небольшие роли в «Инкубусе» (2006) (Карен), в фильме «Второй в команде» (Доктор Джонсон) и в «Жить или умереть» (Детектив Ласкар).
В ноябре 2005 года она получила роль Габриэллы Бузони, богатой итальянки, в телешоу № 1 в Соединённых Штатах «Остаться в живых».

## Избранная фильмография
| Год  |    | Русское название             | Оригинальное название             | Роль                           |
| ---- | -- | ---------------------------- | --------------------------------- | ------------------------------ |
| 2005 | ф  | Смерть господина Лазареску   | Moartea domnului Lăzărescu        | Мариана                        |
| 2006 | тф | Подземная ловушка            | Caved In: Prehistoric Terror      | Софи                           |
| 2006 | с  | Остаться в живых             | Lost                              | Габриэла Бузони                |
| 2006 | ф  | Второй в команде             | Second in Command                 | Доктор Джонсон                 |
| 2006 | с  | Части тела                   | Nip/Tuck                          | Привлекательная воровка органа |
| 2007 | ф  | Жить или умереть             | Living & Dying                    | Детектив Ласкар                |
| 2007 | ф  | Смертельная жатва            | Fall Down Dead                    | Хелен Риттер                   |
| 2010 | ф  | Валланцаска — ангелы зла     | Vallanzasca – Gli angeli del male | Николетта                      |
| 2012 | ф  | Диас: Не вытирайте эту кровь | Diaz – Don't Clean Up This Blood  | Константин                     |
| 2014 | с  | C.S.I.: Место преступления   | CSI: Crime Scene Investigation    | Эмили Рей                      |